# موراي كارتر
موراي كارتر (بالإنجليزية: Murray Carter)‏ هو سائق سباق أسترالي، ولد في 30 يناير 1931 في ملبورن في أستراليا.